# Enzo Tiezzi
Enzo Tiezzi (Siena, 4 febbraio 1938 – Siena, 25 giugno 2010) è stato un chimico, politico e ambientalista italiano.

## Biografia

### La carriera accademica e la fine
Dopo la maturità classica al Liceo "Piccolomini" di Siena, si iscrive all'Università di Firenze, laureandosi in chimica.
Si occupa quindi di risonanza magnetica a partire dal 1957, dopo aver frequentato il corso di Chimica generale II tenuto dal professor Enzo Ferroni, approfondendo le proprie conoscenze in questo ambito negli anni sessanta presso il Centro Microonde di Firenze.
Insegna per quattro anni all'Università di Cagliari, successivamente si aggiudica una borsa Fulbright per gli Stati Uniti e lavora, nel '66 e nel '67, prima al Dipartimento di Fisica con il professor Sam Weissman e poi, come Post Doctoral Research Associate, presso il Dipartimento di Biologia col professor Barry Commoner.
Dopo aver ottenuto importanti riconoscimenti scientifici, nel 1968 ottiene la libera docenza in chimica fisica, quindi è incaricato della stessa disciplina presso l'Università di Firenze fino al 1970.
Lo stesso anno diviene prima direttore dell'Istituto di Chimica, poi Dipartimento, dell'Università di Siena, divenendo ordinario di chimica fisica presso la Facoltà di Scienze Matematiche, Fisiche e Naturali dell'Università di Siena a partire dal 1979.
È morto il 25 giugno 2010, dopo una lunga malattia.

### Attività scientifica e pubblicistica
Negli anni ottanta è l'unico italiano a fare parte del gruppo di 25 scienziati che, a Stoccolma e Barcellona prima, poi alla Banca Mondiale a Washington e, infine, all'ASPEN Institute negli Stati Uniti, ha messo a punto il concetto di sviluppo sostenibile.
Fra le sue collaborazioni scientifiche e culturali particolarmente rilevanti vi sono quelle con: Danilo Dolci, Howard T. Odum, Edgar Morin, Ilya Prigogine, Herman Daly, Sven Jørgensen, Pietro Cascella, Marcello Aitiani, Paolo Portoghesi, Giorgio Celli, Tony Thorimbert,e Nicholas Georgescu-Roegen.
Importanti sono poi gli scambi scientifici intrattenuti con il Max Planck Institute in Germania e col Massachusetts Institute of Technology (MIT) negli Stati Uniti.
Fra le ricerche del suo gruppo di ricerca attivo presso l'Università di Siena figura anche uno studio sulle proprietà dell'acqua dinamizzata per campioni omeopatici. Tali campioni d'acqua presentano una tendenza anomala nei valori dei tempi di rilassamento di spin nucleare.
Autore di oltre 500 pubblicazioni scientifiche, il suo articolo relativo al nuovo indicatore economico ISEW pubblicato sulla rivista statunitense Ecological Economics e sui Quaderni della Facoltà di Economia dell'Università di Siena, è stato il più “visitato” degli articoli del 2006.
Ha inoltre scritto oltre 20 libri, molti dei quali tradotti in lingue straniere, spesso con il supporto della moglie Lucia Carli, biologa e scrittrice.  Alcuni libri sono stati poi scritti con la compagna Nadia Marchettini, anche lei docente universitaria. La sua opera più conosciuta è Tempi storici, tempi biologici, pubblicata nel 1984.
In molte occasioni ha sostenuto la necessità di lavorare all'unificazione della cultura umanistica e scientifica. A tale tema nel 1998 ha dedicato un breve saggio dal titolo La Bellezza e la Scienza.

## La sacralità della vita e la contrarietà alla fecondazione assistita
Il prestigio di cui ha goduto all'interno della comunità scientifica non gli ha impedito di assumere posizioni eterodosse sul rapporto natura-scienza e sulle biotecnologie. In numerose occasioni ha infatti ribadito come lo scopo della scienza non sia il dominio ma la ricerca dell'armonia fra l'attività dell'uomo e la natura arrivando pure a sostenere, da ateo, la sacralità della vita.
Nel 2005, in occasione del referendum, ha preso posizione contro la fecondazione assistita e l'utilizzo disinvolto degli embrioni a fini di ricerca.
Nel sostenere le proprie posizioni non ha esitato a difendere il principio di precauzione e ad entrare in polemica con Umberto Veronesi, da lui accusato di essere prevalentemente un manager più che uno scienziato.

## Attività politica
Da sempre su posizioni di sinistra e ambientaliste, in occasione delle politiche del 1987 fu eletto alla Camera dei deputati nelle liste del Partito Comunista Italiano; aderì al gruppo della Sinistra Indipendente.

## Incarichi svolti
- Accademico ordinario dell'Accademia dei Fisiocritici di Siena.
- capo della divisione di Chimica per il Consiglio Accademico e membro del Comitato Scientifico dell'European Academy of Science.
- presidente dal 1992 al 1997 del Comitato Interministeriale per la Ricerca Ambientale (Ministero dell'ambiente e Ministero dell'università e della ricerca scientifica e tecnologica).
- Condirettore, con Mauro Ceruti ed Edgar Morin la rivista internazionale quadrimestrale OIKOS, per una ecologia delle idee”.
- Fondatore e direttore della rivista mensile “Arancia Blu”.
- Membro dell'Editorial Advisory Board di “Ecological Economics” dalla fondazione, di “Ecological Modelling” dal 1998, e dell'Editorial Board di “Design and Nature” dal 2004.
- Condirettore, insieme a Sergio Rinaldi (Politecnico di Milano), la Ia Scuola di Modellistica Ecologica nel 1994.
- Coordinatore del Dottorato di Ricerca in Scienze Chimiche dell'Università di Siena e Coordinatore della Laurea Specialistica in Chimica per lo Sviluppo Sostenibile dell'Università di Siena.
- “Focal Point” di G.A.I.M. (Global Analysis Interpretation and Modelling) all'interno dell'IGBP (International Geosphere Biosphere Programme) delle Nazioni Unite.
- Chairman, insieme al premio Nobel per la pace Perez de Esquivel, per la Conferenza internazionale sullo stato del Pianeta (dicembre 2006).
- editor delle riviste “International Journal of Ecodynamics” e “The International Journal of Design & Nature and Ecodynamics”
- main editor della collana “The Sustainable World” (WIT press, GB), nonché membro del Board of Directors del Wessex Institute of Technology (WIT, GB).
- Direttore del Piano strutturale del comune di Ravenna.
- Consulente scientifico del Consorzio Venezia Nuova, per il comune di Venezia.
- Direttore scientifico del numero 271/2057 della rivista Colors di Benetton dedicata ai mutamenti del pianeta, presentata alla stampa alla presenza di Al Gore, ex vice presidente degli Stati Uniti d'America.
- Direttore del progetto SPIN-ECO, finanziato dalla Fondazione Monte Paschi Siena.
- Commissario per il comune di Roma per il premio “Borromini” insieme a Paolo Portoghesi, Frank Gehry e Wim Wenders;

## Premi e riconoscimenti
- Dottore Honoris Causa dalle Università di Alma Ata e Sri-Lanka;
- Premio APE (Associazione per il Progresso Economico) Milano, 1997;
- Eminent Scientist Award per l'anno 2003 presso Wessex Institute of Technology of Great Britain
- medaglia d'oro della Società Chimica Italiana – Divisione Chimica dell'Ambiente e dei Beni Culturali nel 2002;
- medaglia d'oro della Presidenza del Consiglio dei ministri il 19 ottobre 2003
- medaglia Blaise Pascal dell'European Academy of Sciences for Physics and Chemistry nel 2004;
- premio “Per l'arte e la scienza” al Palazzo della “Ragione” di Mantova nel 2005;
- “Prigogine award 2005” a relativa medaglia d'oro “Senior researcher” presso Università di Cadice;
- Premio San Valentino d'oro 2006 della città di Terni;
- Premio "Mangia" 2008 della città di Siena;

## Opere principali
- Tempi storici, tempi biologici, Garzanti, Milano, 1984 (vincitore del Festival internazionale di Locarno, 1985);
- Bugie, silenzi, grida. La disinformazione ecologica in un'annata di cinque quotidiani (con Carla Ravaioli), Garzanti, Milano, 1989;
- Il capitombolo di Ulisse, Feltrinelli, Milano, 1991;
- Entropia e dintorni (con S. Ulgiati), Giunti, Firenze, 1991;
- I limiti biofisici del pianeta (con G. Carli), Giunti, Firenze, 1991;
- L'energia (con S. Ulgiati), Giunti, Firenze, 1992;
- Il problema demografico (con N. Rossi), Giunti, Firenze, 1992;
- L'equilibrio. I diversi aspetti di un unico concetto, CUEN, Napoli, 1995;
- Fermate il tempo. Un'interpretazione estetico-scientifica della natura, Raffaello Cortina Editore, Milano, 1996;
- Oltre l'illuminismo. Ecologia, civiltà, sviluppo (con N. Marchettini), CUEN, Napoli, 1996;
- La bellezza e la scienza, Raffaello Cortina Editore, Milano, 1998;
- La più bella storia del mondo, Marcos y Marcos, Milano, 1998;
- Che cos'è lo sviluppo sostenibile? (con Nadia Marchettini), Donzelli, Roma, 1999;
- I venti e la rotta. Dialogo sulla terra nel XXI secolo (con R. Cassigoli), Polistampa, Firenze, 2000;
- Tempi storici tempi biologici. Vent'anni dopo, Donzelli, Roma, 2001;
- La soglia della sostenibilità. Ovvero quello che il Pil non dice (con Federico M. Pulselli, Simone Bastianoni, Nadia Marchettini), Donzelli, Roma, 2007.

## Curiosità
- Da giovane è stato un attivo e valido goliardo delle Feriae Matricularum di Siena (Princeps Baliaque Senensium) e ha ricoperto la carica di Balìa nell'anno 1960. Con la laurea, come tutti gli studenti senesi, ha cessato l'attività di goliardo ma ha comunque continuato a partecipare e a sostenere gli eventi goliardici.
- Occasionale fotografo di viaggio, i suoi scatti sono stati esposti in occasione della mostra fotografica allestita presso il Museo d'Arte Moderna e Contemporanea Ca' la Ghironda (Bologna, 28 maggio – 16 giugno 2007), durante la mostra fotografica allestita presso i Magazzini del Sale del Comune di Siena (4 ottobre – 4 novembre 2007) e, più recentemente, all'Urban Center di Ravenna (13 - 28 marzo 2010)[10].
- Una sua videointervista è stata inserita nella Mostra Internazionale “Les yeux ouverts. Stock Exchange of Visions”, dedicata ai 16 intellettuali del mondo scelti per “dare una visione del futuro”, ospitata al Centre Pompidou di Parigi (2006), alla Triennale di Milano (2007) e all'Arts Festival allo Shanghai Art Museum (2007).[1]
- Proprietario di una fattoria a Pacina, in Toscana, dove era solito ospitare gli scienziati e gli intellettuali di matrice ambientalista con cui ha collaborato. Tra i suoi amici si ricordano: Antonio Cederna, Laura Conti, Fabrizio Giovenale, Marcello Cini, Chicco Testa, Ermete Realacci, Mercedes Bresso, Carla Ravaioli, Paolo degli Espinosa, Gianni Mattioli, Massimo Scalia, Giuliano Cannata, Walter Ganapini, Virginio Bettini.[1]